# Prix La Caze de l'Académie des sciences
Le prix L. La Caze de l'Académie des sciences était une récompense décernée une fois par an, de 1870 à 2007, par l'Académie des sciences à un scientifique français pour une contribution majeure en physique, chimie ou physiologie. Il a été créé par donation de 15 000 francs de rente à l'Académie des sciences par le docteur Louis La Caze mort en 1869.

## Désignation des lauréats
Selon le testament de Louis La Caze, le prix doit récompenser une contribution majeure en physiologie, physique ou chimie. 

## Lauréats
Le tableau ci-dessous comprend des lauréats du prix La Caze de 1875 à 2007.
| Année | Lauréat(s)                    | Travaux récompensés                                              |
| ----- | ----------------------------- | ---------------------------------------------------------------- |
| 1878  | Alfred Cornu                  |                                                                  |
| 1883  | Henri Becquerel               |                                                                  |
| 1884  | Louis Paul Cailletet          |                                                                  |
| 1885  | Désiré Gernez                 |                                                                  |
| 1889  | Heinrich Hertz                |                                                                  |
| 1889  | Charles-Émile François-Franck |                                                                  |
| 1895  | Edmond Bouty                  |                                                                  |
| 1897  | Paul Sabatier                 |                                                                  |
| 1901  | Pierre Curie                  | pour la découverte du radium et l'ensemble de ses autres travaux |
| 1909  | Albert Recoura                |                                                                  |
| 1912  | Georges Urbain                | Chimie                                                           |
| 1912  | Émile Wertheimer              | Physiologie                                                      |
| 1912  | Marcel Brillouin              | Physique                                                         |
| 1914  | Jean Perrin                   |                                                                  |
| 1919  | Raphaël Dubois                |                                                                  |
| 1918  | Aimé Cotton                   |                                                                  |
| 1920  | Robert Forcrand de Coiselet   |                                                                  |
| 1924  | Paul Langevin                 | Physique                                                         |
| 1926  | Georges Weiss                 | Physiologie                                                      |
| 1928  | Paul Pascal                   | Physiologie                                                      |
| 1930  | Georges Deniges               | Chimie                                                           |
| 1930  | Maurice Doyon                 | Physiologie                                                      |
| 1930  | Henri Abraham                 | Physique                                                         |
| 1932  | Louis Hackspill               | Chimie                                                           |
| 1932  | Jacques-Émile Abelous         | Physiologie                                                      |
| 1932  | Darmon                        | Physique                                                         |
| 1934  | Alexandre Damans              | Chimie                                                           |
| 1936  | Charles Dhéré                 | Physiologie                                                      |
|       | Jean Becquerel                | Physique                                                         |
| 1940  | Henry Cardot                  | Physiologie                                                      |
| 1940  | Georges Chaudron              | Chimie                                                           |
| 1946  | François Croze                | Physique                                                         |
| 1958  | Léon Le Minor                 |                                                                  |
| 1972  | Albert Arnulf                 |                                                                  |
| 1975  | Pierre Karli                  |                                                                  |
| 1986  | Andrée Marquet                |                                                                  |
| 1987  | Alain Berthoz                 |                                                                  |
| 1988  | Jean Charvolin                | pour ses travaux sur les films amphiphiles                       |
| 1990  | Jean Rossier                  |                                                                  |
| 1991  | Jean-Didier Vincent           |                                                                  |
| 1992  | Christian Amatore             |                                                                  |
| 2007  | Marc Delarue                  |                                                                  |